# Campeonato Mundial de Hóquei no Gelo de 2013
O Campeonato Mundial de Hóquei no Gelo de 2013 foi realizado entre 3 de maio e 19 de maio de 2013.

Os países anfitriões foram a Suécia e a Finlândia, tendo sido os encontros disputados em Estocolmo e Helsínquia.

Foi a 77ª edição deste torneio, e contou com a participação de 16 seleções nacionais de hóquei no gelo, inicialmente divididas em 2 grupos.
 A final foi jogada em Estocolmo, no estádio Globen, tendo a Suécia batido a Suíça por 5-1.

A Suécia foi sagrada Campeã do Mundo de 2013.

## Premiação
| Campeonato Mundial de Hóquei no Gelo de 2013 |
| Suécia                                       |
| -------------------------------------------- |
| SUÉCIA Campeão (9º título)                   |

## Classificação final
| Campeonato Mundial de 2013 | País            |
| -------------------------- | --------------- |
| Ouro                       | Suécia          |
| Prata                      | Suíça           |
| Bronze                     | Estados Unidos  |
| 4                          | Finlândia       |
| 5                          | Canadá          |
| 6                          | Rússia          |
| 7                          | República Checa |
| 8                          | Eslováquia      |
| 9                          | Alemanha        |
| 10                         | Noruega         |
| 11                         | Letônia         |
| 12                         | Dinamarca       |
| 13                         | França          |
| 14                         | Bielorrússia    |
| 15                         | Áustria         |
| 16                         | Eslovénia       |

## Grupos iniciais
| Grupo S – Estocolmo, Suécia |
| --------------------------- |
| Bielorrússia                |
| Canadá                      |
| República Checa             |
| Dinamarca                   |
| Noruega                     |
| Eslovénia                   |
| Suíça                       |
| Suécia                      |

| Grupo H – Helsínquia, Finlândia |
| ------------------------------- |
| Áustria                         |
| Finlândia                       |
| França                          |
| Alemanha                        |
| Lituânia                        |
| Rússia                          |
| Eslováquia                      |
| Estados Unidos                  |

## Estádios
|  | Globen em Estocolmo. Capacidade 13 850.           |
|  | Hartwall Areena em Helsínquia. Capacidade 13 349. |